# Proglucagon
Proglucagon là một protein được tách ra từ preproglucagon. Preproglucagon ở người được mã hóa bởi gen GCG.
Proglucagon là tiền thân của glucagon và một số thành phần khác. Nó được tạo ra trong các tế bào alpha của tuyến tụy và trong các tế bào L ở ruột ở hồi tràng và đại tràng. Nó cũng được phân cắt thành các thành phần sau đây trong các cơ quan khác nhau:
- Peptide tín hiệu (1-20) – loại bỏ khỏi preproglucagon đến từ proglucagon
- Glicentin (21-89)
- Polypeptide tụy liên quan đến Glicentin (GRPP, 21-50)
- Oxyntomodulin (OXY hoặc OXM, 53-89)
- Glucagon (53-81)
- Glucagon-like peptide 1 (GLP-1, 92-128) – bảy dư lượng đầu tiên tiếp tục chẻ
- Peptide giống Glucagon 2 (GLP-2, 146-178)

Bản thân Proglucagon là một loại protein với ba lần lặp lại của các loại hormon gia đình Secretin hơi khác nhau để được phân cắt để tạo thành các hormon trưởng thành.